# Эверетт, Хью
Хью Эверетт III (англ. Hugh Everett III, 11 ноября 1930[…], Вашингтон — 19 июля 1982[…], Мак-Лейн, Виргиния) — американский физик, предложивший многомировую интерпретацию квантовой механики.

## Биография
Родился в Вашингтоне, прожил там всю жизнь. Его отец, Хью Эверетт младший (1904—1980), тоже был из Вашингтона, с 1936 года служил национальным гвардейцем, а с 1940 — военным снабженцем; годы войны он провёл при штабе 5-й армии в Италии; с 1928 по 1936 год он удерживал мировой рекорд по стрельбе на 1000 ярдов, в 50-х годах XX века дослужился до полковника и входил в командование вашингтонского военного округа. Мать, Катарина Кеннеди Эверетт, окончила Университет Джорджа Вашингтона, печаталась в 50-х — 60-х годах XX века в журналах (стихи и рассказы). Также она интересовалась метафизикой и космосом. В 12 лет Хью написал Эйнштейну письмо. Эйнштейн, хоть и не согласился с ним, но похвалил за остроту ума. После школы Эверетт поступает на инженерно-химический факультет Католического университета Америки (Вашингтон). В 1953 году получает диплом бакалавра Magna Cum Laude (с отличием). Семья живет небогато, дальнейшее образования Эверетт получает при поддержке Национального научного фонда и военного ведомства, за что впоследствии будет несколько лет, по его выражению, «работать на генералов» (заниматься приложениями теории игр к вопросам военного снабжения и т. п.).
С 1956 по 1964 год Хью Эверетт работал в Группе оценки систем вооружения, которая была сформирована в 1949 году для проведения оперативных исследовательских работ Объединенного комитета начальников штабов армии США и министра обороны США.
Хью Эверетт известен как создатель многомировой интерпретации квантовой механики. Эту концепцию, введённую им в 1957 году в своей диссертации на степень доктора философии, он назвал формулировкой «соотнесённого состояния» (англ. relative state). Под соотнесённым состоянием он имел в виду состояние подсистемы, включающей в себя наблюдателя, в отношении к состоянию подсистемы, подвергающейся измерению, — двух частей полной замкнутой системы, состояние которой эволюционирует во времени в соответствии с квантовомеханическими уравнениями без каких-либо коллапсов волновой функции, выходящих за пределы собственно квантовой механики и не описываемых ею.
Эверетт оставил физику после завершения докторской диссертации, не получив должного отклика от физического сообщества; он развивал применение обобщённых множителей Лагранжа в исследовании операций и занимался коммерческим внедрением этих методов как аналитик и консультант. Отец рок-музыканта Марка Оливера Эверетта, лидера рок-группы «Eels».

## Эверетт, Бор, Эйнштейн и Уилер
Знаменитая теория Эверетта родилась в 1954 году во время визита Нильса Бора в Принстон на вечеринке, которая была устроена Эвереттом совместно с соседом по пансиону Чарльзом Мизнером и ассистентом Бора Аагом (Оге) Петерсеном, возможно, даже в присутствии самого Бора.
Уже через два года после публикации своей статьи, в течение марта и апреля 1959 года при содействии своего бывшего научного руководителя Джона Уилера (одного из последних помощников Эйнштейна) Эверетт посетил Копенгаген, чтобы встретиться с Бором, считавшимся отцом квантовой механики. Бор был также создателем «копенгагенской интерпретации» квантовой механики; недостатки этой интерпретации побудили Эверетта к созданию своего варианта.
Концепция Эверетта о расщеплении и ветвлении миров заключается в следующем: при любом акте измерения реально осуществляются, с той или иной вероятностью, все возможные исходы этого измерения. Но каждый вариант осуществляется в «своей вселенной», отличающейся от всех прочих именно этим исходом, то есть состоянием памяти наблюдателя, видящего определённый исход измерения. Реально существуют (хотя и не взаимодействуют друг с другом) все решения волновых уравнений и все варианты состояния наблюдателя-человека, отличающиеся находящимся в его памяти результатом измерения. Каждый из этих вариантов состояния подсистемы-наблюдателя является «соотнесённым состоянием», связанным с тем или иным состоянием наблюдаемой подсистемы.
На Бора идеи Эверетта не произвели никакого впечатления: он отказался отнестись к ним достаточно серьёзно. Эверетт был удручён, однако в тот же день в гостинице он начал работу над своей новой идеей использования множителей Лагранжа для оптимизации, которая позже привела его к финансовому успеху.
19 июля 1982 года его сын Марк застал отца умирающим от внезапного сердечного приступа. Его срочно перевезли в госпиталь Фэрфакс, где он и скончался.